# Prima cetate medievală a Clujului

## Generalități
În perioada secolelor IX-X, pe teritoriul de astăzi al Clujului exista micuța așezare Castrum Clus, care ocupa doar aproximativ un sfert din suprafața cetății romane. Era delimitată la vest și la nord, ca și incinta romană Napoca, de Pârâul Țiganilor, respectiv, Canalul Morilor, la est hotarul era aproape de linia actualului Bulevard Regele Ferdinand, iar la sud aproximativ pe linia actualei străzi Memorandumului și a laturii nordice a Pieței Unirii. Mult mai mică față de antica incintă romană, cetatea se presupune a fi fost construită cu materiale extrase din vechile clădiri și fortificații romane.
Cea mai veche construcție din Cluj-Napoca datează din jurul anului 1241 când s-a început fortificarea Clujului și este încă funcțională. Actualul sediu al Muzeului Speologic "Emil Racoviță", aflat pe strada Sextil Pușcariu, este adăpostit într-unul din turnurile de apărare ale vechii cetăți medievale. De-a lungul timpului clădirea a îndeplinit și alte funcții, a fost depozit, locuință și închisoare. Din perioada când funcționa ca închisoare, s-a păstrat următoarea inscripție în limba maghiară lăsată de unul din gardienii epocii:
"Eu, Kassai Mihaly, în 1820 am devenit paznic în această temniță. Voi, nenorociților, cei care suferiți aici ați devenit exemplele lipsei de noroc, chiar dacă soarta voastră s-a întors din când în când spre disperare, am fost totuși spre a vostră consolare când, în anul 1821, zidurile și închisoarea au fost înnoite."
În perioada secolelor IX-X, pe teritoriul de astăzi al Clujului exista o micuța așezare, care ocupa doar aproximativ un sfert din suprafața orașului roman Napoca. Descoperile arheologice pledează pentru o instalare de locuire sporadică doar pe aria de vest și, parțial, nord, a vechii incinte. Mult mai mică față de antica urbe romană, ea s-a dezvoltat folosind adăpostul zidurilor construite de către romani. Cea mai veche fortificație de pe teritoriul actualului oraș Cluj-Napoca datează din jurul anului 1000 și s-a amplasat la Cluj-Mănăștur, în jurul bisericii romano-catolice actuale (relicva fostei mănăstiri benedictine). 
Stăpânit de episcopii Transilvaniei, satul Cluj nu a reușit să-și dezvolte o fortificație independentă decât după ce a redevenit stăpânire regală, la începutul secolului al XIV-lea, în vremea domniei regelui Carol Robert. Prima incintă a fortificației medievale este încă o mare necunoscută, fiind speculată pe baza unor elemente de arhitectură niciodată legate de o cercetare arheologică concludentă. Ea va fi cunoscută mai ales din documentele din a doua jumătate a secolului al XV-lea, când va fi desemnată sub numele de "Ovar" (= Cetatea Veche). Tot astfel va fi surprinsă pe primele hărți ale secolului al XVIII-lea. Această cetate, dispărută și degradată mereu de ediliția modernă, este încă de recuperat. Cele mai singure componente privesc laturile de nord și vest, respectiv tronsoane care nu s-au modificat nici mai târziu și unde s-au și descoperit suprapuneri concludente de ziduri romane cu altele, medievale, dar nedatate cu precizie. Actualul sediu al Muzeului Speologic "Emil Racoviță", aflat pe strada Sextil Pușcariu, este adăpostit într-unul din turnurile de apărare ale vechii cetăți medievale. De-a lungul timpului clădirea a îndeplinit și alte funcții, a fost depozit, locuință și închisoare.
Actualul sediu al Muzeului Speologic "Emil Racoviță", aflat pe strada Sextil Pușcariu, este adăpostit într-unul din turnurile de apărare ale vechii cetăți medievale. De-a lungul timpului clădirea a îndeplinit și alte funcții, a fost depozit, locuință și închisoare.